# Anabrus cerciata
Anabrus cerciata es una especie perteneciente a la familia Tettigoniidae. Se encuentra en América del Norte.